# Twisted Love
Twisted Love ist ein kanadisch-tschechischer Sexploitationfilm aus dem Jahr 2006. Der Film fokussiert sich mit softpornografischen Mitteln auf die bildliche Darstellung von weiblicher Sexsklaverei, Bondage und lesbische Erotik. Der Film zählt zur Bound Heat-Reihe des Filmproduzenten und Regisseur Lloyd A. Simandl.

## Handlung
Fünf junge Frauen werden mit einem Mini-Van zu einem Fotomodellwettbewerb gefahren. Die Mädchen erhoffen sich den Sprung für eine Modellkarriere, als ihr Wagen eine Panne hat und von einem Traktor abgeschleppt wird. Abends kommen die Mädchen an einem alten Schloss an, wo sie von Männern gefesselt und in ein Verlies geschleppt werden, in dem sich rund ein halbes Dutzend weiterer Frauen nackt und an Halsbändern angekettet befinden. Die Mädchen werden ebenfalls gefesselt und zwangsweise entkleidet. Geführt wird das Anwesen von einer Frau namens Laura. Laura teilt den jungen Frauen mit, dass sie nicht bei einem Modellwettbewerb gegeneinander antreten werden, sondern jede von ihnen für ihre Kunden eine Siegerin sein wird – sollten die Mädchen sich aber wehren, würden sie entsprechend bestraft. Die junge Nataly lobt Gehorsam und erliegt scheinbar dem Charme ihrer Herrin, die mit ihr verkehren will. Als Nataly sich plötzlich weigert, wird sie von der erzürnten Laura zurück zu den anderen Mädchen gebracht, doch entgeht ihr, dass Nataly eine Nagelfeile gestohlen hat, mit der sie versuchen will die Ketten zu durchtrennen. Während sich Laura dem Liebesspiel mit zwei ihr ergebenen Sklavinnen hingibt, kann Nataly sich tatsächlich befreien und versucht durch einen Lüftungsschacht aus dem Kellergewölbe, in dem die Mädchen gefangen sind, zu entkommen. Durch ein Luftschachtgitter entdeckt Laura, dass jemand im Schacht ist, woraufhin Nataly zu den anderen Gefangenen eilt, ehe Lauras Männer eintreffen und verdutzt feststellen, dass scheinbar alle Mädchen da sind. Während Nataly über einen neuen Fluchtversuch nachdenkt, sind andere Mädchen der Meinung, dass es besser ist als Sklavin zu leben, als getötet zu werden. Laura kehrt mit einem Kunden zu den Mädchen zurück, der eines der Mädchen kaufen will, und entscheidet sich trotz der Einwände Lauras dafür, Nataly genauer unter die Lupe zu nehmen, kauft sie jedoch nicht. Laura überzeugt Nataly, gehorsamer zu sein, woraufhin die beiden die Nacht miteinander verbringen. Am nächsten Tag bereitet Laura fünf der Mädchen, darunter auch Nataly, auf eine Auktion vor. Die Sklavenmädchen werden auf einem Laufsteg den anwesenden Kunden präsentiert, die ihre Gebote abgeben. Die Mädchen werden für Preise zwischen 25.000 und 45.000 US-Dollar versteigert, wobei Nataly für den Höchstbetrag den Besitzer wechselt.

## Bewertungen
In der Filmdatenbank Internet Movie Database kommt der Film auf eine Publikumsbewertung von 4,4 von 10 Punkten.